# Lillian Somoza Debayle
Lillian Ada de la Cruz Somoza DeBayle de Sevilla Sacasa, (3 de mayo de 1921; León, Nicaragua - 14 de mayo del 2003, Washington D. C., Estados Unidos) conocida entre su familia como Lilly o Lilita, hija de Anastasio Somoza García y Salvadora Debayle de Somoza, esposa de Guillermo Sevilla Sacasa y hermana de Luis Anastasio y Anastasio Somoza Debayle.

## Orígenes familiares
Por línea paterna, provenía de élite rural en el área de influencia de Granada. Su abuelo fue el Senador de la República Anastasio Somoza Reyes, miembro del tradicionalista Partido Conservador, alcalde de San Marcos y hacendado de la región de Carazo. El primer Somoza en arribar a Nicaragua en el siglo XVII fue el capitán de lanceros Francisco Somoza, de origen gallego. Su bisnieto, el hacendado Fernando Somoza Robelo, se avecindó en San Marcos, en el actual Carazo.
Por línea materna, Lillian provenía de la alta élite de la metrópoli colonial de León, identificada para su época con el también histórico Partido Liberal. Su abuelo fue el célebre médico Louis Henri DeBayle Pallais, hijo del soldado francés Louis Enmanuel DeBayle Montgofier, quien llegó a Nicaragua a mediados del siglo XIX y se radicó en León.  La abuela materna de Lillian fue Casimira Sacasa Sacasa, hija del presidente Roberto Sacasa y Sarria.  Los Sacasa en Nicaragua descienden del militar español Francisco Sacasa, quien murió en el siglo XVIII siendo capitán comandante de la fortaleza de San Juan.
Se cuentan al menos ocho Presidentes de la República en el linaje de Lillian Somoza: Roberto Sacasa (bisabuelo materno), José María Moncada Tapia (tío por línea paterna), Juan Bautista Sacasa (tío materno), Anastasio Somoza García (padre), Víctor Manuel Román y Reyes (tío por línea paterna), Luis Somoza Debayle (hermano),  Anastasio Somoza Debayle (hermano) y Violeta Barrios de Chamorro (pariente por línea materna).
Lillian fue la primogénita del matrimonio Somoza DeBayle. Sus primeros años los pasó en la mansión solariega de su familia en León, y posteriormente en un palacete dentro del complejo militar de Campo Marte en Managua.
Su fotografía fue impresa en los billetes de un córdoba, por orden de su padre, el Presidente de la República de Nicaragua. Homenajeada por muchos seguidores de su padre. Dicho billete circuló entre 1940 y 1960 cuando en ese último año se fundó el Banco Central de Nicaragua (BCN), siendo presidente su hermano Luis Somoza Debayle.
Lillian fue una figura muy popular en Nicaragua durante su adolescencia luego de que volviera de estudiar en Gunston Hall Academy, un colegio conservador para mujeres de la alta sociedad de los Estados Unidos en donde compartió estudios y se hizo muy amiga Margaret Truman, hija del presidente americano Harry S. Truman.
En 1940 fue escogida para ser Reina del Shenandoah Apple Blossom Festival, en Winchester. Ese fue uno de los 37 reinados otorgados a la hija del General.
Lillian siguió en la mira pública de Nicaragua antes de su casamiento, ya que luego partió al extranjero. Sólo para recibirla de nuevo en Nicaragua, tras culminar su educación en el extranjero, su padre convocó en el aeropuerto a todo el gobierno, cuerpo diplomático acreditado en el país, el ejército, familiares y la alta sociedad. Continuando con bailes y fiestas de Cóctel en los clubes sociales, el Palacio Presidencial, el congreso y en los distintos departamentos del país que ofrecían los alcaldes.

## Reina del Ejército
Para noviembre de 1941, Anastasio Somoza García se encontraba previsoramente adelantando su campaña para continuar en el poder cuando finalizará en 1947 su primer período presidencial, el cual le había sido prorrogado a 10 años, mediante disposición transitoria de las reformas constitucionales aprobadas por la Asamblea Constituyente de 1938.
Parte de su estrategia era hacer sentir su presencia en todos los ámbitos de la vida nacional, procurando que la vida social, política y empresarial girara alrededor de su persona, creando vínculos y lealtades.
Convertir en “Reina” del ejército a Lillian en el marco de un evento que involucró a todos los departamentos del país, ya que se realizó un proceso en el que se eligieron a jovencitas locales como“Novias Departamentales de la Guardia Nacional”, quienes conformaron la “Corte Juvenil de Damas de Honor” de la Reina Lillian I fue utilizar símbolos sentimentales y monárquicos que fortalecían en el imaginario nacional la figura de los Somoza como la "familia imperial de Nicaragua".
Oficialmente se dijo que la iniciativa de elegir “Reina del Ejército” a Lillian partió de los Cabos y Sargentos de la Guardia Nacional y se escogió el 14 de noviembre para la coronación conmemorando la fecha en que Anastasio Somoza García fue nombrado Jefe de la G.N. Somoza no descuidaba ningún aspecto para fortalecer las lealtades de los miembros del Ejército y el control del mismo.
El 14 de noviembre de 1941 fue coronada en la Antigua Catedral de Managua reina de la Guardia Nacional, por el arzobispo José Antonio Lezcano y Ortega. Para esta ocasión, su padre ordenó que los Guardias vistieran de caballeros romanos desfilando por las principales calles de Managua en el siguiente orden: Heraldo a pie, Pregoneros a Caballos, Valla formada por la “Guardia Imperial”, carruaje de Su Majestad Lillian I, Banda Musical de la G.N. y Escuadrones del Ejército en traje de campaña.
La celebración continuó con una gala en el Palacio Nacional con tres mil invitados de lo más “selecto” del país, amenizado por cuatro orquestas. El vestido que Lillian usó fue diseñado exclusivamente para ella por el diseñador de fama internacional Cristóbal Balenciaga. Nunca se supo cuánto costó el vestido.
Fue un episodio altamente controvertido, pues se dijo que se había utilizado la corona de oro de la Virgen de la Candelaria, aunque en las fotografías la tiara sobre la cabeza de la hija de Somoza es diferente. Hubo rumores fuertes por parte de los críticos de la familia, quienes afirmaron que la corona fue diseñada por la joyería Van Cleef & Arpels y costó $100.000 dólares de la época, también se encargó la creación de un cetro de oro macizo. Sin embargo, la versión oficial dice que un orfebre de Masaya, Antonio Moritoy, fue quien elaboró el Cetro de oro y plata de 12 pulgadas de altura, con cuatro pétalos, cada uno de ellos con 33 piedras brillantes; en el extremo superior el Cetro llevaba una corona de laurel de oro y un escudo de Nicaragua también de oro, debajo del escudo aparecían 16 balines de plata, además de 3 grandes anillos grabados en oro. La Corona de oro y plata, también elaborada por Moritoy, tenía 52 piedras brillantes, zafiros y rubíes. En el centro un escudo de oro, con rifles a sus lados y encima la corona de hojas de laurel de oro, con 10 rubíes rojos pequeñitos incrustados en la corona. Debajo un gran corazón de oro, con un rubí rojo de buen tamaño, montado en relieve. Miguel López M., orfebre de Managua, hizo el anillo de oro de 21 quilates, el cual llevaba montado sobre su masa dos zafiros azules y una perla blanca, simbolizando la bandera de Nicaragua.
Lillian también recibió de obsequio otras joyas. Un brazalete con incrustaciones de diamantes colocados en forma de corona, compuesta por 11 diamantes grandes y 24 pequeños, le fue tributado por la Alta Oficialidad de la Guardia Nacional y se lo entregó una comisión integrada por el Coronel Alberto M. Baca, el Mayor Doctor Hermógenes Prado y el Capitán Roberto Martínez Lacayo en un acto que estuvo amenizado por la Orquesta de la Guardia Nacional.  Otro joyero de Masaya, Adán Cárdenas, le ofreció una medalla de oro en forma de guirnalda de laureles y una pequeña corona del reino con la letra inicial del nombre de Lillian.
El Trono fue elaborado por el artista Ernesto Brown y el cordelero José Esteban Flores, fue el encargado de fabricar las alfombras que se colocaron en el Palacio Nacional, particularmente en la parte norte, en los salones en que se realizó la coronación y fiesta. Además se crearon himnos y valses en honor a "Reina".
No faltó la gracia real de la amnistía a prisioneros, así los soldados que por faltas comunes se encontraban guardando prisión, dirigieron una petición a "Su Majestad Lillian" para que intercediera a su favor ante su padre.
El gran desfile de coronación se realizó por la tarde del día 14, multitudes de ciudadanos se aglomeraban en las aceras para contemplar el paso de aquella marcha al estilo de las princesas de los cuentos de hadas, la cual salió a las 4:30 p. m. de la residencia particular del Presidente, encabezada por un Heraldo a pie, seguido por Pregoneros a Caballos, una Valla formada por la “Guardia Imperial” custodiando la Carroza de Su Majestad Lillian I, seguida por la Banda Musical de la G.N. y cerrando el desfile Escuadrones del Ejército en traje de campaña; el desfile recorrió las calles principales del centro de Managua, saliendo de la residencia particular de la familia presidencial se dirigió hacia el norte sobre la Avenida Bolívar hasta llegar al Parque Darío, pasando por la Plaza de Catedral para tomar la Primera Avenida Este hacia el norte, hasta la casa de salida.
Por la noche, las calles y plazas de Managua, especialmente iluminadas para la ocasión, volvieron abarrotarse de público; en las cuatro esquinas alrededor del Palacio se pusieron puestos de cervezas para quien lo quisiera.
A las 9:00 p. m. a los acordes del Himno Nacional hizo su ingreso a Palacio por la puerta principal, el presidente Somoza y la primera dama doña Salvadora, seguidos de las abuelas de la Reina, doña Julia García Vda. de Somoza y doña Casimira Sacasa Vda. de Debayle, situándose todos en el pórtico de la entrada, acompañados de las Novias Departamentales, para recibir a la Soberana.
A las 9:30 p. m. en un elegante carruaje estilo imperial tirado por dos magníficos caballos, hizo Lillian su entrada triunfal, acompañada por sus Damas de Honor: la Novia del Ejército de Managua, Srta. Lillian Molieri y la Novia del Ejército de Carazo, Srta. Isabel Genie. Iban sobre asientos decorados de azul y blanco y las ruedas del carruaje adornados con rosas. Al descender del landó, la Reina fue estruendosamente aplaudida por el público, siendo recibida por su padre, quien la condujo por
los salones de Palacio hasta su trono rojo y plata, situado en el jardín occidental, mientras se ejecutaban las “imponentes” notas del Himno a la Reina del Ejército.
El arzobispo de Managua, Monseñor José Antonio Lezcano y Ortega, acompañado del vicario Monseñor Vélez, el cura párroco Pbro. Manuel Argüello y el padre Carranza, realizaron la coronación, imitando el estilo de las monarquías europeas, en que
la más alta dignidad eclesiástica realiza las ceremonias de coronación.
Posteriormente "la Reina Lillian" hizo entregas de condecoraciones de oro y piedras preciosas a los organizadores del evento y pasó a bailar la primera pieza con su padre. Cuatro orquestas amenizaron la fiesta que duró hasta las 4:00 de la mañana; dos orquestas fueron situadas en la planta baja y otras dos en la planta alta del Palacio, fueron éstas: la Orquesta de la Guardia Nacional, la Black Cat, la Vega Matus y la GNOW de los artistas Urroz

En 1942, Lillian participó en las fiestas darianas, en donde repartió los premios Rubén Darío. Al año siguiente tendría un papel más protagónico en estas actividades y se le bautiza a un parque y una avenida "Lillian" en las cercanías del antiguo Palacio Presidencial de la Loma de Tiscapa en la capital Managua.
Su imagen aparecía a menudo en los diarios y revistas de sociedad de la época.

## Boda y familia
Se casó el 1 de febrero de 1943 (día del cumpleaños de su padre) con su pariente Guillermo Sevilla Sacasa, quien fue Embajador de Nicaragua en los Estados Unidos por 36 años hasta 1979. La boda de gran lujo tuvo como padrino de bodas al presidente Rafael Ángel Calderón Guardia de Costa Rica y su esposa belga Yvonne Clays Spoelders quienes le regalaron a los novios todos los arreglos florales provenientes de Heredia con las que se confeccionó una alfombra que se extendía desde el Palacio Presidencial hasta la Catedral, donde el arzobispo habría de casar a los novios; medio kilómetro cubierto de gardenias, sobre un fondo de seda.  Además los padrinos le entregaron a la pareja un cheque con un valor de $6000 dólares.
Quince amigas de Lillian viajaron a México y Nueva York con el objetivo de comprar regalos para la ceremonia nupcial. Veintiséis juegos de plata competían entre sí provenientes de distintos países europeos. Los directores de las compañías mineras del país dieron su regalo de bodas a la hija de Somoza entregando $4.600 y $3.000 dólares. El anillo de bodas se valuó en $20.000 dólares. Entre los regalos que Lillian recibió de sus padres estaba una enorme orquídea de oro y diamantes. El valor total de los regalos dicen que ascendió a medio millón de dólares.
Las bandas de música recorrieron las calles capitalinas y el presidente Somoza inauguró la Tribuna Presidencial o Monumental y seis manzanas pavimentadas del Somoza Boulevar y del jardín Lillian.
El matrimonio civil se realizó en el Palacio Nacional unas horas antes del acto religioso; el Juez de Distrito Dr. Zúñiga Osorio efectuó el enlace legal. El cortejo nupcial y cerca de mil invitados se reunieron en el ala norte del Palacio Nacional, entre ellos el presidente de Costa Rica Calderón Guardia y su esposa. la Plaza estaba “iluminada como el día” con más o menos mil lámparas eléctricas en tres hileras. Quince mil personas del público se agolpaban para presenciar el cortejo, entre
ellas numerosas personas de las ciudades conectadas por el ferrocarril que arribaron a Managua especialmente para presenciar los festejos de la boda cuya ceremonia religiosa inició a las diez de la noche.
Al entrar a Catedral, pasaron por un arco de acero formado por los sables de un grupo de cadetes de la Academia Militar, ataviados con lujosos trajes de galas, la orquesta de la Guardia Nacional ejecutó la marcha nupcial de Félix Mendelssohn y una marcha escrita especialmente para la boda por el artista teniente GN Félix Vega Miranda. Las arras matrimoniales y trece monedas de oro puro fueron montadas en un artístico camafeo.
Después de la Ceremonia Religiosa, los esposos Sevilla-Somoza encabezaron el cortejo nupcial en desfile de nuevo por la Plaza hacia el Palacio Nacional, a donde se disolvió, pasando los invitados al gran baile en el Palacio Presidencial en la Loma de Tiscapa. Las orquestas Ramírez Velázquez de Masaya y la de la Guardia Nacional se alternaron en la ejecución del programa bailable que terminó a las tres de la madrugada.
Al momento que se marcha con su marido a Washington D. C., representando diplomáticamente a Nicaragua, donó su lujosa residencia de Managua al Ministerio de Relaciones Exteriores, dicho ministerio se encontró durante el tiempo que su familia gobernó la nación. La mansión era conocida

## Fallecimiento
Lillian falleció en el Hospital Central de Washington D. C., Estados Unidos, a la edad de 82 años, el 14 de mayo del 2003. Los nueve hijos que tuvo con su marido son: Guillermo Anastasio, Lillian Salvadora, Luis Ramón, Edda María, Julia Dolores, Lorena Isabel, Eduardo José, Alejandro Javier y Bernardo David.
Al fallecimiento de su padre, Lillian y sus hermanos Luis y Anastasio heredaron una de las mayores fortunas de América Latina.